# Francesco Scipione Maria Borghese
Francesco Scipione Maria Borghese (Roma, 20 de maio de 1697 - Roma, 21 de junho de 1759) foi um cardeal do século XVIII.

## Biografia
Nasceu em Roma em 20 de maio de 1697. Sexto dos nove filhos de Marcantonio Borghese, vice-rei de Nápoles, e Livia (ou Flaminia) Spinola, dos príncipes de Sant'Angelo. Os outros irmãos eram Flaminia, Camillo Antonio, Maria Maddalena, Maria Vittoria, Eleonora (Olimpia), Giacomo (sua esposa era prima do cardeal Niccolò Coscia (1725)), Maria Antonia (uma freira) e Livia (prioresa de Ss. Domenico e Sisto). Ele foi batizado com os nomes Francesco Scipione Maria. Tio do cardeal Scipione Borghese (1770). Seu sobrenome também está listado como Burghesius.
Estudou na Universidade La Sapienza, em Roma, onde obteve o doutorado em teologia em 5 de outubro de 1717; e outro in utroque iure, tanto canônico quanto civil, em 1º de abril de 1721; entre seus professores estava o famoso Padre Inácio Hyacinthus Amat de Graveson, OP. 
Prelado doméstico de Sua Santidade. Referendário dos Supremos Tribunais da Assinatura Apostólica da Justiça e da Graça, 9 de setembro de 1724. Recebeu as ordens menores, 29 de janeiro de 1728. Mestre de câmara de Sua Santidade, 1º de fevereiro de 1728, substituindo Francesco Antonio Finy, que havia sido promovido a cardinalato. Recebeu as ordens menores, 29 de janeiro de 1728; o subdiaconato, 8 de fevereiro de 1728; e o diaconato, 19 de fevereiro de 1728.
Ordenado em 25 de fevereiro de 1728. Eleito arcebispo titular de Traianópolis, em 8 de março de 1728. Assistente do Trono Pontifício, em 14 de março de 1728. Consagrado em 30 de março de 1728, Roma, pelo Papa Bento XIII. Prefeito do Palácio Apostólico, 26 de março de 1729.
Criado cardeal sacerdote no consistório de 6 de julho de 1729; recebeu o gorro vermelho e o título de Pietro in Montorio, em 3 de agosto de 1729. Participou do conclave de 1730, que elegeu o Papa Clemente XII. Optou pelo título de S. Silvestro in Capite, em 31 de março de 1732. Camerlengo do Sagrado Colégio dos Cardeais, em 27 de janeiro de 1738. Participou do conclave de 1740, que elegeu o Papa Bento XIV. Protetor da Alemanha, julho de 1742. Optou pelo título de S. Maria em Trastevere, em 20 de maio de 1743. Optou pela ordem dos bispos e pela sé suburbicária de Albano, em 25 de setembro de 1752. Em 1755, foi nomeado abade coadjutor commendatario de Grottaferrata. Participou do conclave de 1758, que elegeu o Papa Clemente XIII. Ele construiu um palácio em Albano, que depois doou à diocese. Optou pela sede suburbicária de Porto e Santa Rufina, a 12 de fevereiro de 1759. Vice-decano do Sacro Colégio dos Cardeais.
Morreu em Roma em 21 de junho de 1759, às 16h. Transferido à noite para a igreja de S. Lorenzo em Lucina, Roma, onde o funeral ocorreu em 23 de junho de 1759. Transferido, em particular, à tarde para a basílica patriarcal da Libéria, e sepultado no túmulo de sua família na suntuosa capela da Santíssima Virgem, chamada Paolina